# Evalljapyx heterurus
Evalljapyx heterurus är en urinsektsart som beskrevs av Filippo Silvestri 1911. Evalljapyx heterurus ingår i släktet Evalljapyx och familjen Japygidae. Inga underarter finns listade i Catalogue of Life.